# Brachymeles talinis
Brachymeles talinis är en ödleart som beskrevs av  Brown 1956. Brachymeles talinis ingår i släktet Brachymeles och familjen skinkar. IUCN kategoriserar arten globalt som livskraftig. Inga underarter finns listade.